# Tepeji delRío de Ocampo
Tepeji delRío de Ocampo là một đô thị thuộc bang Hidalgo, México. Năm 2005, dân số của đô thị này là 69755 người.